# From a Compound Eye
From a Compound Eye è il quinto album in studio long playing di Robert Pollard, membro fondatore dei Guided by Voices; venne pubblicato nel 2006 sia in doppio vinile che in singolo CD negli Stati Uniti d'America dalla Merge Records e nel Regno Unito solo in CD dalla Must Destroy Music. I brani sono sia provenienti da materiale di archivio di Pollard rimasto inedito che di recente composizione; per questi Pollard ha registrato le tracce di chitarra e vocali di base nel giro di pochi giorni e ha poi fatto sovraincidere gli altri strumenti da Todd Tobias che ha suonato anche gli altri strumenti. È stato il primo album di Pollard da solista a entrare nella classifica Billboard raggiungendo il n. 38 nella classifica Heatseekers e il n. 41 in quella dei Top Independent Album.

## Tracce

### Disco 1
Lato A
1. Gold – 3:02
2. Field Jacket Blues – 1:49
3. Dancing Girls and Dancing Men – 2:38
4. A Flowering Orphan – 1:50
5. The Right Thing – 4:36
6. U.S. Mustard Company – 2:52

Lato B
1. The Numbered Head – 5:10
2. I'm a Widow – 3:37
3. Fresh Threats, Salad Shooters and Zip Guns – 1:51
4. Kick Me and Cancel – 2:08
5. Other Dogs Remain – 2:41
6. Kensington Cradle – 1:52
7. Love Is Stronger Than Witchcraft – 4:12

### Disco 2
Lato A
1. Hammer in Your Eyes – 1:42
2. 50 Year Old Baby – 2:13
3. I Surround You Naked – 2:41
4. Cock of the Rainbow – 1:43
5. Conqueror of the Moon – 5:04
6. Blessed in an Open Head – 2:55

Lato B
1. A Boy in Motion – 1:37
2. Denied - 2:39
3. Lightshow – 2:29
4. I'm a Strong Lion – 1:08
5. Payment for the Babies – 2:03
6. Kingdom Without – 2:29
7. Recovering – 3:28

## Musicisti
- Todd Tobias: basso, batteria, perssioni, chitarra, tastiere
- Robert Pollard: voce, chitarra